# Henefer
Henefer és una població dels Estats Units a l'estat de Utah. Segons el cens del 2000 tenia 684 habitants.

## Demografia
Segons el cens del 2000, Henefer tenia 684 habitants, 219 habitatges, i 178 famílies. La densitat de població era de 307,1 habitants per km².
Dels 219 habitatges en un 45,7% hi vivien nens de menys de 18 anys, en un 72,1% hi vivien parelles casades, en un 7,8% dones solteres, i en un 18,3% no eren unitats familiars. En el 17,4% dels habitatges hi vivien persones soles l'11% de les quals corresponia a persones de 65 anys o més que vivien soles. El nombre mitjà de persones vivint en cada habitatge era de 3,12 i el nombre mitjà de persones que vivien en cada família era de 3,53.
Per edats la població es repartia de la següent manera: un 35,1% tenia menys de 18 anys, un 12,1% entre 18 i 24, un 24,1% entre 25 i 44, un 18,4% de 45 a 60 i un 10,2% 65 anys o més.
L'edat mediana era de 28 anys. Per cada 100 dones de 18 o més anys hi havia 93,9 homes.
La renda mediana per habitatge era de 43.125 $ i la renda mediana per família de 46.667 $. Els homes tenien una renda mediana de 40.000 $ mentre que les dones 21.071 $. La renda per capita de la població era de 14.791 $. Entorn del 4,4% de les famílies i el 4,8% de la població estaven per davall del llindar de pobresa.

## Poblacions més properes
El següent diagrama mostra les poblacions més properes.